# Lorenzo Valla
Lorenzo Valla (n. 1407, Roma, Statele Papale – d. 1 august 1457, Roma, Statele Papale) a fost un umanist, filolog, scriitor, filozof și academician italian.
A fost cunoscut și sub numele latin Laurentius Vallensis.

## Biografia

### Tinerețea
Născut la Roma din părinții descendenți din Piacenza (tatăl său a fost avocatul Luca della Valle), a primit prima educație la Roma și probabil la Florența, învățând limba greacă de la Giovanni Aurispa și de la Rinuccio Aretino. L-a îndrumat unchiul său matern Melchiorre Scribani, jurist în Curia.
Prima sa lucrare, acum pierdută, a fost De comparatione Ciceronis Quintilianique („Confruntarea dintre Cicero și Quintilian”), în care a lăudat latina lui Quintilian în detrimentul lui Cicero, mergând împotriva ideii răspândite în acea perioadă și arătându-se deja gustul pentru provocare. Când unchiul său a murit în 1429, Lorenzo spera să obțină un loc de muncă în Curia Papală; dar cei doi secretari Antonio Loschi și Poggio Bracciolini, admiratori ai lui Cicero, s-au opus presupunerii, cu scuza că era prea tânăr.

### Perioada în Pavia
În 1431, cu ajutorul lui Antonio Beccadelli, cunoscut sub numele de Panormita, a fost chemat să predea retorică la Universitatea din Pavia, unde a rămas până în 1433, înlocuind maestrul recent decedat din Bergamo, Gasparino Barzizza.  Acești ani au fost fundamentali pentru dezvoltarea gândirii sale; orașul era un centru cultural plin de viață și Valla a putut să-și aprofundeze cunoștințele legale, respectând și eficacitatea procedurii de analiză critică a textelor, pe care Studioul din Pavia le aplica cu rigoare.
Tot în Pavia, Valla a dobândit o mare reputație cu dialogul De Voluptate („Plăcerea”), în care s-a opus puternic moralei stoice și ascezei medievale, susținând posibilitatea reconcilierii Creștinismului, readus la originalitatea sa, cu hedonismul, recuperând astfel niște idei de la Epicur și Lucrețiu, care au subliniat cum întreaga viață a omului este orientată fundamental spre plăcere, înțeleasă nu ca un instinct, ci ca un calcul al avantajelor și dezavantajelor rezultate din fiecare acțiune. La sfârșitul dialogului, Valla subliniază, totuși, că pentru om, voluptatea supremă este cercetarea spirituală și credința în Dumnezeu. Acesta este un text considerabil, deoarece, pentru prima dată, o tendință filosofică care a rămas limitată la ambitul păgânismului și-a găsit expresia într-o lucrare la nivel universitar și cu valoare filozofică, fiind reevaluată în lumina gândirii creștine; controversele care au urmat publicării textului l-au obligat pe Valla să părăsească Pavia.

### Perioada în Napoli
De atunci s-a mutat de la o universitate la alta, acceptând misiuni scurte și dând lecții în diferite orașe. În această perioadă a făcut cunoștință cu regele Alfonso al V-lea al Aragonului, la serviciul căruia a rămas între anii 1435-1447. Alfonso l-a făcut secretar, l-a apărat de atacurile inamicilor și l-a încurajat să deschidă o școală la Napoli.
În 1440, în timpul pontificatului lui Eugen al IV-lea, a scris un text scurt, publicat abia în 1517 și intitulat „Falsa donație a lui Constantin” (De falso credita et ementita Constantini donatione). În ea, Valla, cu argumente istorice și filologice, a demonstrat falsitatea Donației lui Constantin, un document apocrif potrivit căruia Biserica și-a justificat aspirația către puterea temporală: potrivit acestui document, de fapt, ar fi fost însuși împăratul Constantin, care a transferat sediul Imperiului la Constantinopol, pentru a lăsa Bisericii restul teritoriul (astăzi demonstrația lui Valla este acceptată în mod universal, iar "Donația" este datată secolului VIII sau secolului IX).
Quid, quod multo est absurdius, capit ne rerum natura, ut quis de Constantinopoli loqueretur tanquam una patriarchalium sedium, que nondum esset, nec patriarchalis nec sedes, nec urbs christiana nec sic nominata, nec condita nec ad condendum destinata? Quippe privilegium concessum est triduo, quam Constantinus esset effectus christianus, cum Byzantium adhuc erat, non Constantinopolis.
Traducere: Și, ceea ce este foarte absurd și nu se încadrează în realitatea faptelor, cum putem vorbi despre Constantinopol ca unul dintre sediile patriarhale, când nu era nici un patriarhal, nici un sediu, nici un oraș creștin și nici nu fusese numit așa, nici nu fusese întemeiat și nici nu a fost decisă întemeierea sa? De fapt, privilegiul a fost acordat la trei zile după ce Constantin a devenit creștin, când Bizanțul exista și nu Constantinopolul.
 -Lorenzo Valla, De falso credita et ementita Constantini donatione declamatio, 1440.
El a demostrat că și scrisoarea către Abgar V atribuită lui Iisus a fost un fals și, ridicând suspiciuni cu privire la autenticitatea altor documente sinistre și punând la îndoială utilitatea vieții monahale și subliniind  ipocrizia acesteia De professione religiosorum ("Profesia religișilor"), a stârnit mânia înaltei ierarhii ecleziastice. Prin urmare, a fost obligat să se prezinte în fața tribunalului Inchiziției. Valla a reușit să scape de aceste acuzații numai datorită intervenției regelui Alfonso.
În 1444 a vizitat din nou Roma, unde adversarii săi erau încă mulți și puternici. A reușit să se salveze de la moarte, deghizându-se și fugind la Barcelona, de unde s-a întors apoi la Napoli.
Tot în 1444 sunt divulgate Elegantiarum libri sex (cele șase cărți despre „eleganța” limbii latine), publicate totuși în 1471. Lucrarea conține o serie extraordinară de extrase din opere scrise de cei mai cunoscuți scriitori latini 
(Publius Vergilius Maro, Cicero , Titus Livius), din studiul cărura, susține Valla, este necesară codificarea canoanelor lingvistice, stilistice și retorice ale limbii latine. Textul a constituit baza științifică a mișcării umaniste create să reformeze latina creștină pe stilul ciceronian.
Între 1446 și 1447 a scris „Emendationes sex librorum Titi Livii” în care discută, cu modul său genial și caustic de a scrie, niște corecții la cărțile lui Titus Livius 21-26 în opoziție cu alți doi intelectuali ai curții napolitane, Antonio Beccadelli și Bartolomeo Facio, care nu aveau aceeași înțelepciune filologică.

### Ultima fază a vieții sale
În februarie 1447, odată cu moartea Papei Eugeniu al IV-lea, norocul lui a început să se îndrepte spre bine. După ce s-a întors la Roma, a fost primit de noul papă Nicolae al V-lea; începând cu anul 1450 și-a asumat rolul ca profesor de retorică, dar nu și-a pierdut spiritul caustic în Roma papală și a început să critice latina din Biblia vulgata în 1449, făcând comparații cu originalul grec și diminuând rolul de traducător lui Ieronim și a considerat că corespondența dintre Seneca și Sfântul Pavel a fost de-a dreptul nepotrivită.
Sub Papa Calixt al III-lea, Valla a atins apogeul carierei sale, devenind secretar apostolic. El a murit la Roma pe 1 august 1457. Un fragment din mormântul său, care conține un portret al aceluiași, este acum zidit în claustrul Bazilicii Lateranului  unde a fost inițial înmormântat.

## Importanța istorică
Lorenzo Valla este o persoană de o importanță excepțională nu numai pentru cultura italiană, ci mai ales ca un reprezentant al celui mai pur umanism european. Cu criticile sale nemiloase către Biserica Catolică. pe vremea când era precursor al lui Luther. A fost și promotorul multor revizuiri ideologice și stilistice ale textelor catolice.
Lucrarea sa se bazează pe o stăpânire profundă a limbii latine și pe convingerea, și că a fost tocmai o cunoaștere insuficientă a limbii latine adevărata cauză a limbajului ermetic și ambiguu al multor filozofi. Valla era convins că utilizarea corectă a limbajului este singurul mijloc de comunicare și aculturație: gramatica și un mod adecvat de exprimare se află la baza fiecărei afirmații ale sake și, chiar înainte de acestea, formularea intelectuală. Din acest punct de vedere, textele sale sunt coerente tematic, deoarece toate se concentrează în primul rând pe limbă, pe utilizarea corectă a limbajului și pe interpretările eronate ale gramaticii latine. Astăzi, detașarea istorică profundă ne permite să distingem operele lui Lorenzo Valla în esență în două fire, cea critică și cea filologică. Deși a reușit să demonstreze talente excepționale ca istoric în scrierile critice, această abilitate nu se regăsește în singura lucrare istorică definită, adică în biografia lui Ferdinand de Aragon, fiind doar o listă modestă de anecdote.